# О, женщины!
«О, женщины!» (итал. Fallo!, буквально «Сделай это!») — эротический художественный фильм Тинто Брасса с элементами комедии. Изначально фильм вышел в Италии 28 августа 2003 года, релиз в России состоялся 25 марта 2004 года.

## Сюжет
В фильме с иронией и юмором рассказывается о взаимоотношениях мужчин и женщин: об угасающей любви, о возникающей ревности, об изменах и лжи в отношениях. Сам фильм состоит из 6 комедийных эротических историй о любовных парах, которые немного надоели друг другу, а теперь пытаются необычными приёмами освежить и привнести изюминку в свои отношения:
1. «Алиби» (итал. Alibi; в Касабланке)
2. «Крест накрест» (итал. Montaggio alternato; в Риме)
3. «С милым рай и в шалаше» (итал. 2 cuori & 1 capanna; в Больцано)
4. «Просто развлечение» (итал. Botte d'allegria)
5. «Позор тому, кто дурно на это подумает» (фр. Honni soit qui mal y pense; в Кап Даге)
6. «Назови меня свиньёй — мне это нравится» (итал. Dimme porca che me piace; в Лондоне)

## В ролях
| актёр                                                 | роль                     |
| эпизод «Алиби»                                        | эпизод «Алиби»           |
| ----------------------------------------------------- | ------------------------ |
| Сара Косми                                            | Чинция                   |
| Массимилиано Каролетти (итал. Massimiliano Caroletti) | Джанни                   |
| Вилья де Вито                                         | Али, марроканец          |
| Гульельмо Ару                                         | доктор Марини, гинеколог |
| эпизод «Крест накрест»                                |                          |
| Сильвия Росси (итал. Silvia Rossi)                    | Стефания                 |
| Федерика Томмази                                      | Эрика                    |
| Макс Пароди                                           | Бруно                    |
| Андреа Нобили                                         | Луиджи                   |
| эпизод «С милым рай и в шалаше»                       |                          |
| Раффаэлла Понцо                                       | Катрина                  |
| Стефано Джандольфо (итал. Stefano Gandolfo)           | Киро                     |
| Вирджиния Баретт (итал. Virginia Barrett)             | фрау Берта               |
| Лео Мантовани (итал. Leo Mantovani)                   | Герр Отто                |
| эпизод «Просто развлечение»                           |                          |
| Анжела Ферлайно (итал. Angela Ferlaino)               | Рафаэлла                 |
| Даниэль Феррари (итал. Daniele Ferrari)               | Уго                      |
| Федерико Цезарио                                      | Пабло                    |
| Вито Оливиа                                           | Джироджио                |
| Андрэа Ривера                                         | Берта                    |
| Элизабетта Тодди                                      | Паола                    |
| эпизод «Позор тому, кто дурно на это подумает»        |                          |
| Маруска Альбертацци (итал. Maruska Albertazzi)        | Анна                     |
| Риккардо Марино (итал. Riccardo Marino)               | Франко                   |
| Антонио Сэлайнс                                       | мистер Ноэл              |
| Грациа Морелли (итал. Grazia Morelli)                 | миссис Хелен             |
| Васко Монтез (итал. Vasco Montez)                     | фотограф                 |
| эпизод «Назови меня свиньёй — мне это нравится»       |                          |
| Федерика Палмер (итал. Federica Palmer)               | Рози                     |
| Роберрто Джулиоанелли (итал. Roberto Giulianelli)     | Оскар                    |
| Людмила Деркач (итал. Lyudmyla Derkack)               | продавщица               |
| Тинто Брасс                                           | наблюдатель              |

## Ограничения трансляции
Фильм получил в Австралии рейтинг R, в Великобритании и Германии — 18 (урезанная версия), в Аргентине — 18, в Италии — VM18, в Японии — R-18, в Южной Корее — 18 (выпуск на DVD), а в Сингапуре и в Беларуси был запрещён к показу.
В июле 2005 года российскому телеканалу НТВ было вынесено предупреждение от Росохранкультуры за показ эротических фильмов. Претензии сводились к несанкционированному показу полной версии фильма Тинто Брасса «Нарушая запреты» (1999) в октябре 2004 года.
Другой причиной также называется показ каналом в феврале фильма Брасса «О, женщины!» (2003), вызвавший резонанс среди зрителей.
Реакцией НТВ на предупреждение от государственного ведомства стал полный вывод из сетки вещания телеканала всей эротической кинопродукции на рубеже середины и конца 2000-х годов.
У другого российского телеканала «РЕН ТВ» в начале 2005 года также возникли проблемы с Росохранкультурой. Незадолго до вынесения предупреждения REN-TV показал в своём эфире фильм «О, женщины!», снова вызвавший резонанс среди зрителей. Депутаты Госдумы обвинили телеканал в демонстрации порнографических материалов.
Показ лент Брасса на некоторое время был приостановлен и возобновлён уже при новом руководстве канала «РЕН-ТВ» в сильно усечённом варианте. С начала 2013 года демонстрация всех эротических кинофильмов, в том числе и Тинто Брасса, на «РЕН ТВ» была также окончательно прекращена.